# 勝俣稔
勝俣 稔（かつまた みのる、1891年（明治24年）9月5日 - 1969年（昭和44年）3月9日）は、大正から昭和期の医師、技官、公衆衛生学者、政治家。参議院議員（1期）、衆議院議員（1期）、厚生省顧問、藤楓協会理事。
父は、医師で第2代上田市長を務めた勝俣英吉郎。日本の近代公衆衛生の父と称された。

## 経歴
長野県小県郡上田町馬場町（現上田市）で勝俣英吉郎の長男として生まれた。上田中学校（現長野県上田高等学校）、第八高等学校を経て、1919年（大正8年）東京帝国大学医学部を卒業。
北里研究所に入所。慶應義塾大学医学部に転じ細菌学教室助手に就任。
1923年（大正12年）内務省衛生局に移り防疫官に就任。関東大震災では医療救護に尽力。1936年（昭和11年）内務省技師兼衛生局防疫課長に就任。衛生省の設立に尽力して、1938年（昭和13年）厚生省が設立し予防局予防課長に就任。1939年（昭和14年）予防局結核課長、1942年（昭和17年）予防局長を歴任。その後、衛生局長、厚生技監を務める。1946年（昭和21年）11月に退官した。この間、結核の予防対策としてBCG接種、X線間接撮影の導入に尽力した。
1947年（昭和22年）結核予防会長、結核研究所副会長兼理事長に就任。1950年（昭和25年）日本医師会常任理事に選出されるが、就任辞退。1951年（昭和26年）日本公衆衛生協会に理事長として参加。1960年（昭和35年）日本公衆衛生協会長に就任。1961年（昭和36年）結核予防審議会委員に就任。
政界では1952年（昭和27年）第25回衆議院議員総選挙で当選し衆議院議員に1期在任。1956年（昭和31年）7月、第4回参議院議員通常選挙に全国区で当選し1期在任。1960年7月22日、第1次池田内閣で外務政務次官に就任した。その他、自由民主党総務、参議院自民党政策審議会社会部長なども務めた。
1965年（昭和40年）春の叙勲で勲二等旭日重光章受章（勲三等からの昇叙）。
1969年（昭和44年）3月9日死去、77歳。死没日をもって従四位から従三位に叙される。

## 国政選挙歴
- 第24回衆議院議員総選挙（長野県第2区、1949年1月、民主党）次点落選[15]
- 第25回衆議院議員総選挙（長野県第2区、1952年10月、自由党）当選[15]
- 第26回衆議院議員総選挙（長野県第2区、1953年4月、吉田自由党）次点落選[16]
- 第27回衆議院議員総選挙（長野県第2区、1955年2月、自由党）次点落選[16]
- 第4回参議院議員通常選挙（全国区、1956年7月、自由民主党）当選[17]

## 伝記
- 『近代公衆衛生の父勝俣稔』勝俣稔追悼刊行会、1970年。